# Bouchra Karboubi
Bouchra Karboubi (en àrab: بشرى كربوبي; Taza, 15 de maig de 1987) és una àrbitra marroquina de futbol internacional, que ha arbitrat diversos partits de la fase final de competicions femenines o masculines a nivell continental. També treballa com a inspectora de policia.

## Biografia
Karboubi nasqué l'any 1987 a Taza, regió del nord-est del Marroc, on es troben la regió muntanyenca del Rif i la serralada de l'Atles Mitjà. És la més petita de cinc germans i ja d'infant començà a jugar a futbol. El 2001 s'obrí a Taza una escola d'arbitratge per a homes i dones i ella s'hi interessà. En declaracions a la premsa comentà: «m'encantava el futbol i em vaig dir: per què no? Això em va permetre no renunciar a la meva passió i aprendre les regles del joc», si bé també mencionà que els seus germans no hi estigueren d'acord en un inici: «jo vivia en una ciutat on és hchouma (vergonyós) que una noia es posi pantalons curts per sortir al camp i conèixer homes».
El 2007, el Marroc va crear un campionat nacional de futbol femení. És en aquest moment que Karboubi tingué l'oportunitat de convertir-se en àrbitre nacional; deixà Taza per Meknès, una ciutat de dimensions molt majors situada prop de Fes. «La meva família va entendre que era seriós i professional per a mi. Un dia el meu pare va venir a veure'm a l'entrenament a Meknès. Va ser llavors quan va ordenar als meus germans que respectessin la meva elecció». Va començar a arbitrar a la primera i segona divisions femenines del Marroc, als 19 anys. El 2016 va assolir una nova fita en convertir-se en àrbitre internacional.
El 2018 va ser la primera dona en participar en l'arbitratge d'una competició continental, amb un partit del torneig final de la Copa d'Àfrica de Nacions Femenina, organitzada a Ghana i que enfrontava Zàmbia i Guinea Equatorial. El 2020 esdevingué la primera dona en més de quinze anys a liderar un partit de primera divisió a la Lliga marroquina de futbol. Més endavant, fou nomenada membre del cos arbitral durant la final de la Copa d'Àfrica de Nacions 2021 al Camerun, al febrer, entre el Senegal i Egipte, i també va arbitrar la final de la Copa marroquina de futbol, anomenada Coûp du Tron', esdevenint la primera dona marroquina en arbitrar una final masculina al Marroc i al món àrab.